# Otostigmus brevidentatus
Otostigmus brevidentatus är en mångfotingart som beskrevs av Karl Wilhelm Verhoeff 1937. Otostigmus brevidentatus ingår i släktet Otostigmus och familjen Scolopendridae. Inga underarter finns listade i Catalogue of Life.